# 京都一周トレイル

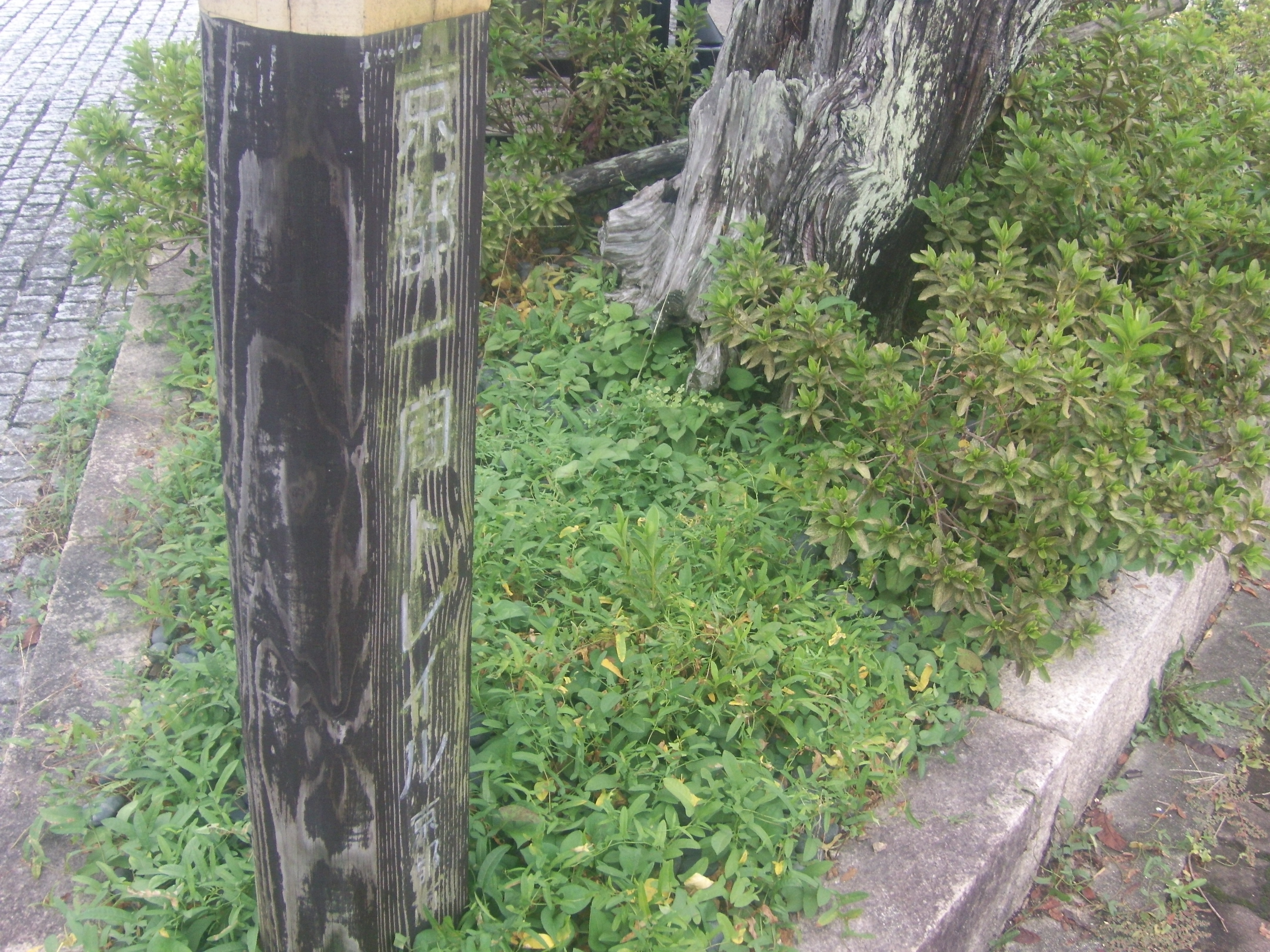
京都一周トレイルの道標

京都一周トレイル（きょうといっしゅうトレイル）は、京都市伏見区の京阪本線伏見桃山駅から京都盆地を取り囲む東山、北山、西山の山地を縦走し京都市西京区の阪急嵐山線上桂駅まで、全長83.3kmのハイキングコースである。
1993年から2005年にかけて、東山より西山に向けて段階的に整備されてきた。また、2010年に京北地域に延長41.6kmの「京北コース」が、2014年には伏見桃山駅から伏見稲荷大社の稲荷奥社まで既存の東山コースを南に9.5km延伸する形で「伏見・深草ルート」が追加開設された。

## 伏見・深草ルート
2014年11月15日開設、延長9.5km
- 京阪本線伏見桃山駅（道標F1）
- 近鉄京都線桃山御陵前駅
- 乃木神社分岐
- 伏見桃山城入口（道標F6）
- 伏見北堀公園（道標F9）
- 東古御香公園（道標F15）
- 大岩山展望所（道標F18）
- 大岩街道（道標F21）
- 名神高速地下道北（道標F25）
- 深草北陵（道標F27）
- 鳴滝大神分岐（道標F34）
- 弘法の滝
- 稲荷奥社（道標F35）… 東山コースの稲荷奥社（道標2-2）に接続

## 東山コース
1993年5月開設、延長24.6km
- 京阪本線伏見稲荷駅（標高26m）（道標1）
- 伏見稲荷大社
- 稲荷奥社（道標2-2）
- 稲荷四つ辻（標高165m）（道標3-1）--- 稲荷山（一ノ峰）
- 五社之瀧神社
- 泉涌寺（道標7）
- 剣神社（標高50m）（道標9-1）
- 阿弥陀ヶ峰分岐（道標12）
- 国道1号横断地下道
- 清水山登り口（道標17）
- 清水山（標高242.2m）（道標18-1） --- 清水寺
- 東山山頂公園・将軍塚（道標21）
- 粟田口（標高50m）（道標29） --- 知恩院
- 蹴上（道標30-2） --- 南禅寺
- 疎水大神宮橋（道標32）
- 峠（道標34）
- 七福思案処（道標39）
- 若王子分岐（道標42）
- 大文字山四つ辻（標高455m）（道標45） --- 大文字山（標高465.3m）・大文字山火床
- 俊寛僧都碑（道標46）
- 霊鑑寺（道標49）
- 銀閣寺（道標51）
- 浄土寺橋・今出川白川交差点（標高76m）（道標52-1）
- 北白川仕伏町（道標53）
- 乗越・谷道合流点（道標58）
- 一乗寺林道終点（道標64）
- 林道終点（道標66）
- 石鳥居（道標67）
- 水飲対陣跡碑（道標69）
- 尾根道合流点（道標70）
- ケーブル比叡駅（標高690m）（道標74）

## 北山東部コース
1994年6月開設、延長17.9km
- ケーブル比叡駅（道標1）
- スキー場跡（標高754m）（道標2） --- 比叡山（標高848.1m）
- 歩道橋（道標6・7）
- 延暦寺転法輪堂（釈迦堂）（道標9-2）
- 玉体杉
- 横高山登り口（道標12）
- 横高山（標高767m）（道標13）
- 水井山（標高793.9m）（道標16-1）
- 分岐（道標17）
- 仰木峠（道標18）
- 林道終点（道標21）
- 大原戸寺町（標高215m）（道標24）
- 江文神社分岐（道標29）
- 江文峠（標高324m）（道標31）
- 分岐（道標35-1）
- 三差路（道標37）
- 薬王坂登り口（道標39-1）
- 薬王坂（標高375m）（道標40）
- 叡電鞍馬駅前
- 貴船口
- 二ノ瀬（標高175m）（道標46）

## 北山西部コース
1995年9月開設、延長19.3km
- 二ノ瀬（標高175m）（道標46）
- 夜泣峠（道標50-1）
- 向山（標高426m）（道標51-3）
- 散策路分岐（道標53-1）
- 山幸橋氷室口（標高130m）（道標56）
- 盗人谷小屋跡分岐（道標60）
- 小峠（道標62）
- 氷室（道標65）
- 城山下峠（標高450m）
- 京見峠登り口（道標68）
- 分岐（道標71）
- 上ノ水峠（道標75）
- 林道（道標79）
- 沢ノ池北端（道標80）
- 仏栗峠（道標82）
- 尾根道分岐（道標84）
- 福ヶ谷林道分岐（道標85）
- 高雄白雲橋（道標87）
- 高雄橋（標高115m）（道標90） --- 神護寺
- 清滝川渡河点（道標91）
- 梨ノ木林道分岐（道標93）
- 清滝金鈴橋（標高80m）（道標94） --- 愛宕山（標高924m）

## 西山コース
2005年3月開設、延長12.3km
- 清滝金鈴橋（標高80m）（道標94）
- 落合（道標5-1）
- 六丁峠（標高171m）（道標6）
- 鳥居本（道標8）
- トロッコ嵐山（道標14）
- 渡月橋（標高36m）（道標21） --- 天龍寺
- 阪急嵐山線嵐山駅（道標24）
- 松尾山登山口（道標26）
- 松尾山（標高275.6m）（道標32〜37）
- 図根点ピーク（道標43）
- 苔寺谷（道標51）
- 苔寺・すず虫寺バス停
- 阪急嵐山線上桂駅